# Jean-Pierre Moulin (Journalist)
Jean-Pierre Moulin (* 11. Januar 1922 in Lausanne; † 8. Dezember 2023 in Paris) war ein Schweizer Journalist, Schriftsteller und Bühnenautor.

## Leben
Jean-Pierre Moulin wurde geboren als Sohn des Journalisten Robert Moulin. Er studierte an der Universität Lausanne und schloss mit einem Lizenziat der Geisteswissenschaften ab. 1946 liess sich Moulin in Paris nieder, wo er als Journalist für die Gazette de Lausanne und dann für die Tribune de Lausanne arbeitete. Danach war er von 1947 bis 1980 Korrespondent des Westschweizer Radios, von 1976 bis 1989 des Westschweizer Fernsehens und produzierte Sendungen.
Moulin übersetzte John McPhee, verfasste Sachbücher über die französische Gesellschaft sowie Romane und Novellen. Mit seiner Schwester, der Sängerin und Journalistin Béatrice Moulin (1926–2006), Charles Apothéloz und Frank Jotterand brachte er, v. a. für das Theater Les Faux-Nez in Lausanne, das Chanson auf die Bühne und knüpfte damit an seine frühen Interessen an. Er schrieb auch Liedtexte für Sänger wie Serge Reggiani und Edith Piaf und publizierte 2004 seine Geschichte des französischen Chansons Une histoire de la chanson française, des troubadours au rap. Am 8. Dezember 2023 starb er im Alter von 101 Jahren in Paris.